# Helmut La
Helmut Hong-Huan La (* 27. Mai 1981 in Bregenz, Vorarlberg) ist ein österreichischer Schauspieler.

## Biographie
Helmuts Eltern stammen aus Vietnam. Er hat eine Schwester. Helmut La war drei Jahre Mitglied der Boyband „Whatz up“, mit Manuel Ortega. Nach der Zeit in Wien zog er in seine Heimatstadt zurück, um die Matura nachzuholen. Es folgten ein Aufenthalt in New York und mehrere berufliche Stationen, bevor Helmut La kleinere TV-Rollen spielte. Einem größeren Publikum ist er durch die Verkörperung des asiatischen Imbissbuden-Besitzers Fritz aus der Krimi-Fernsehserie Schnell ermittelt bekannt.

## Filmographie
- seit 2009: Schnell ermittelt (TV-Serie)
- 2010: Vitasek? (TV-Serie, 1 Episode)
- 2006: Kupetzky (TV-Serie, 1 Episode)